# 平胡克 (印地安納州勞倫斯縣)
平胡克（英語：Pinhook）是位於美國印地安納州勞倫斯縣的一個非建制地區。該地的面積和人口皆未知。